# Bocale
Der Bocale, auch Boccale, war ein italienisches Volumenmaß, besonders für Flüssigkeiten. Es war der italienische Becher oder Pokal. Das Maß war nicht einheitlich.
- Alessandria, Turin und sardinische Städte des Festlandes 
  - 1 Bocale = 2 Quartini = 39,5 Pariser Kubikzoll = 4/5 Liter
  - 2 Boccali = 1 Pinte
  - 12 Boccali = 1 Rubbio
  - 72 Boccali = 1 Brenta
  - 720 Boccali = 1 Carro
- Ancona (Kirchenstaat)
  - 1 Bocale = 70 ⅓ Pariser Kubikzoll = 1 19/50 Liter
  - 48 Boccali = 1 Soma
- Bologna (Kirchenstaat)
  - 1 Boccale = 4 Fogliette/Schoppen = 62 Pariser Kubikzoll = 1 11/5 Liter
  - 15 Boccali = 1 Quarterola
  - 60 Boccali = 1 Corba/Korb
- Österreichisches Gubernium Mailand
  - Brecia 1 Boccale = 34 ¾ Pariser Kubikzoll = 7/10 Liter
  - 2 Boccali = 1 Pinte
  - Mailand 1 Boccale = 39 11/25 Pariser Kubikzoll = 4/5 Liter
  - 96 Boccali = 1 Brente
- Rom Wein, Branntwein
  - 1 Boccale = 4 Fogliette = 16 Cartocci = 71,7 Pariser Kubikzoll = 1,7 Liter
- Rom Ölverkauf Kleinhandel
  - 1 Boccale = 4 Fogliette = 16 Cartocci = 95 16/25 Pariser Kubikzoll = 2 Liter
  - 28 Boccali = 1 Baril
- Rom Ölverkauf Großhandel
  - 1 Boccale = 103 Pariser Kubikzoll = 2 1/20 Liter
  - 80 Boccali = 1 Soma
- Florenz, Toskana
  - Wein
  - 1 Boccale = 2 Mezzete = 4 Quartucci = 52,5 Pariser Kubikzoll = 1 1/25 Liter
  - 2 Boccali = 1 Fiasco/Flasche
  - 40 Boccali = 1 Baril
  - Öl
  - 1 Boccale = 54 Pariser Kubikzoll = 1,1 Liter
  - 16 Boccali = 1 Fiasco
  - 32 Boccali = 1 Boccale
- Triest
  - Wein
  - 1 Boccale = 91 19/20 Pariser Kubikzoll = 1 23/25 Liter
  - 36 Boccali = 1 Orna
- Venedig
  - 1 Boccale = 62 9/20 Pariser Kubikzoll = 1 6/25 Liter
  - 128 Boccali = 2 Conzi = 1 Biconzia
- Cephalonia
  - 1 Boccale = 2 Quartucci = 35 3/5 Pariser Kubikzoll = 7/11 Liter
  - 72 Boccali = 1 Baril (Wein)
- Ithaka
  - 1 Boccale = 53 ⅔ Pariser Kubikzoll = 1 3/50 Liter
  - 64 Boccali = 128 Quartucci = 1 Baril (Wein)
- Grandisca
  - 1 Boccale = 1,41 Liter
  - 40 Boccali (Maß) = 1 Emero = 0,565735 Hektoliter
- Kanton Tessin (ital. Schweiz)
  - 1 Pokal (Boccale) = 38 17/20 Pariser Kubikzoll = 11/14 Liter
  - 33 Pinten = 1 Brente
  - 2 Pokale = 1 Pinte